# Alfons Mrowiec
Alfons Mrowiec (ur. 11 lutego 1913 w Niedobczycach, zm. 24 lipca 1977 w Rybniku) – polski uczony, profesor historii. Badacz dziejów ziemi rybnicko-wodzisławskiej.

## Życiorys
Ukończył Państwowe Gimnazjum w Rybniku w roku 1932, a następnie w 1935 roku Uniwersytet Jagielloński w Krakowie, gdzie uzyskał tytuł magistra, a 26 lutego 1949 roku stopień doktora filozofii.
Podjął pracę nauczyciela w Państwowym Liceum i Gimnazjum w Rybniku, gdzie uczył do wybuchu II wojny światowej.
We wrześniu 1939 r. brał udział w obronie ziemi rybnickiej. Był przez Niemców umieszczony na „specjalnej liście gończej” stworzonej w maju 1939 przez niemiecką służbę bezpieczeństwa Sicherheitsdienst, która zawierała nazwiska, daty urodzenia oraz adresy zamieszkania Polaków uznawanych za szczególnie niebezpiecznych dla III Rzeszy. Udało mu się przedostać na Węgry, internowany zbiegł z obozu, przez Jugosławię i Grecję dotarł do Syrii, gdzie w kwietniu 1940 roku wstąpił jako ochotnik do Brygady Strzelców Karpackich. W jej formacjach przemierzył Palestynę, Egipt, brał udział w walkach pod Tobrukiem. Następnie jako żołnierz 2 Korpusu Polskiego brał udział w walkach we Włoszech pod Monte Cassino, Anconą, tam też pod Rimini został ciężko ranny.
W grudniu 1944, w stopniu kaprala podchorążego został przydzielony do Gimnazjum i Liceum dla żołnierzy, które oficjalnie funkcjonowało pod nazwą „Kursy Maturalne Nr 1” w Alessano na południu Włoch. W latach 1945–1947 wykładał historię i łacinę. Awansował na sierżanta podchorążego. W czasie służby w Kursach Maturalnych Nr 1 posiadał stopień funkcyjny oficera oświatowego (ang. Public Relations Officer). Po przeniesieniu Liceum do Anglii do Cannon Hall Camp kontynuował pracę nauczycielską. Wraz z wychowankami w roku 1947 podjął decyzję o powrocie do kraju.
Natychmiast przystąpił do pracy, tym razem z młodzieżą, najpierw w Raciborzu, a od kwietnia 1949 roku w Państwowych Zakładach Kształcenia Handlowego w Rybniku, których został dyrektorem. W roku 1957 objął obowiązki sekretarza w Śląskim Instytucie Naukowym w Katowicach, które pełnił do 1961 roku. Następnie poświęcił się pracy naukowej i pisarskiej. Wykładał historię Śląska i nowożytną, najpierw w Wyższej Szkole Pedagogicznej potem na Uniwersytecie Śląskim w Katowicach. Autor wielu publikacji.
Odznaczony m.in. Złotym Krzyżem Zasługi oraz Krzyżem Kawalerskim Orderu Odrodzenia Polski.